# Kina i olympiska sommarspelen 2000
Kina deltog i de olympiska sommarspelen 2000 med en trupp bestående av 271 deltagare, 91 män och 180 kvinnor, och de tog totalt 58 medaljer.

## Medaljer

### Guld
- Wang Liping - Friidrott, gång 20 km
- Ji Xinpeng - Badminton, singel
- Gong Zhichao - Badminton, singel
- Ge Fei och Gu Jun - Badminton, dubbel
- Gao Ling och Zhang Jun - Badminton, mixed
- Xiong Ni - Simhopp, 3 m
- Tian Liang - Simhopp, 10 m
- Fu Mingxia - Simhopp, 3 m
- Xiao Hailiang och Xiong Ni - Simhopp, synkroniserad 3 m
- Li Na och Sang Xue - Simhopp, synkroniserad 10 m
- Li Xiaopeng - Gymnastik, barr
- Huang Xu, Li Xiaopeng, Xiao Junfeng, Xing Aowei, Yang Wei och Zheng Lihui - Gymnastik, mångkamp lag
- Liu Xuan - Gymnastik, bom
- Tang Lin - Judo, mellantungvikt 78 kg
- Yuan Hua - Judo, tungvikt 78+ kg
- Yang Ling - Skytte, 10 m rörligt mål
- Cai Yalin - Skytte, 10 m luftgevär
- Tao Luna - Skytte, 10 m luftpistol
- Kong Linghui - Bordtennis, singel
- Wang Nan - Bordtennis, singel
- Wang Liqin och Yan Sen - Bordtennis, dubbel
- Li Ju och Wang Nan - Bordtennis, dubbel
- Chen Zhong - Taekwondo, tungvikt
- Zhan Xugang - Tyngdlyftning, 69–77 kg
- Yang Xia - Tyngdlyftning, 48–53 kg
- Chen Xiaomin - Tyngdlyftning, 58–63 kg
- Lin Weining - Tyngdlyftning, 63–69 kg
- Ding Meiyuan - Tyngdlyftning, 75+ kg

### Silver
- Huang Nanyan och Yang Wei - Badminton, dubbel
- Hu Jia - Simhopp, 10 m
- Guo Jingjing - Simhopp, 3 m
- Li Na - Simhopp, 10 m
- Hu Jia och Tian Liang - Simhopp, synkroniserad 10 m
- Fu Mingxia och Guo Jingjing - Simhopp, synkroniserad 3 m
- Dong Zhaozhi, Wang Haibin, Ye Chong och Zhang Jie - Fäktning, florett, lag
- Yang Wei - Gymnastik, mångkamp individuellt
- Ling Jie - Gymnastik, barr
- Li Shufang - Judo, mellanmedelvikt 63 kg
- Wang Yifu - Skytte, 10 m luftpistol
- Tao Luna - Skytte, 25 m pistol
- Kong Linghui och Liu Guoliang - Bordtennis, dubbel
- Li Ju - Bordtennis, singel
- Sun Jin och Yang Ying - Bordtennis, dubbel
- Wu Wenxiong - Tyngdlyftning, -56 kg

### Brons
- Xia Xuanze - Badminton, singel
- Ye Zhaoying - Badminton, singel
- Gao Ling och Qin Yiyuan - Badminton, dubbel
- Jiang Cuihua - Cykling, sprint 500 m
- Liang Qin, Li Na, Liu Yinqing och Yang Shaoqi - Fäktning, värja, lag
- Yang Yun - Gymnastik, barr
- Liu Xuan - Gymnastik, mångkamp individuellt
- Liu Yuxiang - Judo, mellanlättvikt 52 kg
- Niu Zhiyuan - Skytte, 10 m rörligt mål
- Gao Jing - Skytte, 10 m luftgevär
- Gao E - Skytte, trap
- Liu Guoliang - Bordtennis, singel
- Zhang Xiangxiang - Tyngdlyftning, -56 kg
- Sheng Zetian - Brottning, 58 kg

## Badminton
Herrsingel
- Xia Xuanze
  1. 32-delsfinal: Bye
  2. Sextondelsfinal: Besegrade Keita Masuda från Japan
  3. Åttondelsfinal: Besegrade Svetoslav Stoyanov från Bulgarien
  4. Kvartsfinal: Besegrade Wong Choong Hann från Malaysia
  5. Semifinal: Förlorade mot Hendrawan från Indonesien
  6. Bronsmatch: Besegrade Peter Gade från Danmark - Brons
- Ji Xinpeng
  1. 32-delsfinal: Bye
  2. Sextondelsfinal: Besegrade Ng Wei från Hongkong
  3. Åttondelsfinal: Besegrade Kevin Han från USA
  4. Kvartsfinal: Besegrade Taufik Hidayat från Indonesien
  5. Semifinal: Besegrade Peter Gade från Danmark
  6. Final: Besegrade Hendrawan från Indonesien - Guld
- Sun Jun
  1. 32-delsfinal: Bye
  2. Sextondelsfinal: Besegrade Poul-Erik Hoyer från Danmark
  3. Åttondelsfinal: Besegrade Richard Vaughan från Storbritannien
  4. Kvartsfinal: Förlorade mot Hendrawan från Indonesien

Herrdubbel
- Yu Jinhao, Chen Qiqiu
  1. Sextondelsfinal: Förlorade mot Kim Hock Yap, Cheah Soon Kit från Malaysia
- Zhang Jun, Zhang Wei
  1. Sextondelsfinal: Förlorade mot Bryan Moody, Brent Olynyk från Kanada

Damsingel
- Gong Zhichao
  1. 32-delsfinal: Bye
  2. Sextondelsfinal: Besegrade Wanting Ling från Hongkong
  3. Åttondelsfinal: Besegrade Lidya Djaelawijaya från Indonesien
  4. Kvartsfinal: Besegrade Yasuko Mizui från Japan
  5. Semifinal: Besegrade Ye Zhaoying från Kina
  6. Final: Besegrade Camilla Martin från Danmark - Guld
- Dai Yun
  1. 32-delsfinal: Bye
  2. Sextondelsfinal: Besegrade Ella Karachkova från Ryssland
  3. Åttondelsfinal: Besegrade Kanako Yonekura från Japan
  4. Kvartsfinal: Besegrade Kim Ji-Hyun från Sydkorea
  5. Semifinal: Förlorade mot Camilla Martin från Danmark
  6. Bronsmatch: Förlorade mot Ye Zhaoying från Kina
- Ye Zhaoying
  1. 32-delsfinal: Bye
  2. Sextondelsfinal: Besegrade Judith Meulendijks från Nederländerna
  3. Åttondelsfinal: Besegrade Mette Sorenson från Danmark
  4. Kvartsfinal: Besegrade Huang Chia-chi från Kina-Taipei
  5. Semifinal: Förlorade mot Gong Zhichao från Kina
  6. Bronsmatch: Besegrade Dai Yun från Kina - "Brons

Damdubbel
- Gao Ling, Qin Yiyuan
  1. Sextondelsfinal: Besegrade Nely Boteva, Diana Koleva-Tzvetanova från Bulgarien
  2. Åttondelsfinal: Besegrade Haruko Matsuda, Yoshiko Iwata från Japan
  3. Kvartsfinal: Besegrade Donna Kellogg, Joanne Goode från Storbritannien
  4. Semifinal: Förlorade mot Gu Jun, Ge Fei från Kina
  5. Bronsmatch: Besegrade Kyung-Min Gao, Jae Hee Chung från Sydkorea - Brons
- Gu Jun, Ge Fei
  1. Sextondelsfinal: Bye
  2. Round of 16: Besegrade Yim Kyung-Jin, Lee Hyo-jung från Sydkorea
  3. Kvartsfinal: Besegrade Eti Lesmina Tantra, Chynthia Tuwankotta från Indonesien
  4. Semifinal: Besegrade Qin Yiyuan, Gao Ling från Kina
  5. Final: Besegrade Huang Nanyan, Yang Wei från Kina - Guld
- Huang Nanyan, Yang Wei
  1. Sextondelsfinal: Bye
  2. Åttondelsfinal: Besegrade Sujitra Eakmongkolpaisarn, Saralee Toongthongkam från Thailand
  3. Kvartsfinal: Besegrade Lotte Jonathans, Nicole van Hooren från Nederländerna
  4. Semifinal: Besegrade Jae Hee Chung, Ra Kyung-min från Sydkorea
  5. Final: Förlorade mot Ge Fei, Gu Jun från Kina - Silver

Mixeddubbel
- Chen Qiqiu, Chen Lin
  1. Sextondelsfinal: Besegrade Rio Suryana, Kellie Lucas från Australien
  2. Åttondelsfinal: Förlorade mot Bambang Suprianto, Zelin Resiana från Indonesien
- Zhang Jun, Gao Ling
  1. Sextondelsfinal: Besegrade Bjoern Siegemund, Karen Stechmann från Tyskland
  2. Åttondelsfinal: Besegrade Frederik Bergstroem, Jenny Karlsson från Sverige
  3. Kvartsfinal: Besegrade Kim Dong-moon, Ra Kyung-min från Sydkorea
  4. Semifinal: Besegrade Michael Sogaard, Rikke Olsen från Danmark
  5. Final: Besegrade Tri Kusharyanto, Minarti Timur från Indonesien - Guld
- Ge Fei, Lu Yong
  1. Sextondelsfinal: Bye
  2. Åttondelsfinal: Förlorade mot Erica van den Heuvel, Chris Bruil från Nederländerna

## Basket
Herrar
Gruppspel
| USA         | 5 | 0 | 505 | 359 | +146 | 10 |       |
| Italien     | 3 | 2 | 332 | 349 | −17  | 8  | 1W–0L |
| Litauen     | 3 | 2 | 372 | 339 | +33  | 8  | 0W–1L |
| Frankrike   | 2 | 3 | 372 | 374 | −2   | 7  | 1W–0L |
| Kina        | 2 | 3 | 368 | 419 | −51  | 7  | 0W–1L |
| Nya Zeeland | 0 | 5 | 307 | 416 | −109 | 5  |       |

## Boxning
Flugvikt
- Yang Xiangzhong
  - Omgång 1 — Förlorade mot Bogdan Dobrescu från Rumänien (→ gick inte vidare)

Bantamvikt
- Mai Kangde
  - Omgång 1 — Förlorade mot Agasi Agaguloglu från Turkiet (→ gick inte vidare)

Mellanvikt
- Abuduyeheman
  - Omgång 1 — Förlorade mot Pawel Kakietek från Polen (→ gick inte vidare)

## Bågskytte
| Herrarnas individuella |               |                           |         |               |                          |          |               |                     |             |
|                        | Yang Bo       | Yang Bo                   | Yang Bo | Tang Hua      | Tang Hua                 | Tang Hua | Fu Shengjun   | Fu Shengjun         | Fu Shengjun |
| 32-delsfinal           | Besegrade     | Viktor Kurchenko Ukraina  | 164-155 | Besegrade     | Matthew Gray Australien  | 163-161  | Förlorade mot | Bartosz Mikos Polen | 157-155     |
| Sextondelsfinal        | Besegrade     | Christian Stubbe Tyskland | 159-152 | Förlorade mot | Magnus Petersson Sverige | 157-148  | -             | -                   | -           |
| Åttondelsfinal         | Förlorade mot | Magnus Petersson Sverige  | 167-164 | -             | -                        | -        | -             | -                   | -           |

| Damernas individuella |               |                         |         |               |                       |               |               |                          |         |
|                       | He Ying       | He Ying                 | He Ying | Jianping Yang | Jianping Yang         | Jianping Yang | Yu Hui        | Yu Hui                   | Yu Hui  |
| 32-delsfinal          | Besegrade     | Wenche-Lin Hess Norge   | 160-145 | Besegrade     | Mayumi Asano Japan    | 156-154       | Förlorade mot | Yaremis Perez Ruiz CKuba | 159-155 |
| Sextondelsfinal       | Besegrade     | Cornelia Pfohl Tyskland | 163-157 | Besegrade     | Pi-Yu Liu Kina-Taipei | 160-157       | -             | -                        | -       |
| Åttondelsfinal        | Förlorade mot | Nam-Soon Kim Sydkorea   | 165-162 | Förlorade mot | Joanna Nowicka Polen  | 162-158       | -             | -                        | -       |

Damernas lagtävling
- He, Yang, och Yu - Kvartsfinal, 6:e plats (1-1)

Herrarnas lagtävling
- Yang, Tang, och Fu - Sextondelsfinal, 13:e plats (0-1)

## Cykling

### Mountainbike
Damernas terränglopp
- Ma Yanping
  1. Final - Varvad (28:e plats)

### Bana
Damernas sprint
- Wang Yan
  - Kval - 11.650
  - Åttondelsfinal - Förlorade mot Michelle Ferris från Australien (gick inte vidare)
  - Åttondelsfinal återkval - Heat 1; 2:a plats
  - Klassificering 9-12 - (12:e plats)

Damernas tempolopp
- Jiang Cuihua
  - Final - 34.768 (Brons)
- Wang Yan
  - Final - 35.013 (4:e plats)

## Fotboll
Damer
| Nr             | Namn         | Klubb     | Född             | SM        | Mål       |           | Gult kort · Gult kort · Rött kort | Rött kort |
| Målvakter      | Målvakter    | Målvakter | Målvakter        | Målvakter | Målvakter | Målvakter | Målvakter                         | Målvakter |
| -------------- | ------------ | --------- | ---------------- | --------- | --------- | --------- | --------------------------------- | --------- |
| 1              | Han Wenxia   |           | 23 augusti 1976  |           |           |           |                                   |           |
| 18             | Gao Hong     |           | 2 februari 1972  |           |           |           |                                   |           |
| 22             | Bai Lifang   |           | 5 januari 1978   |           |           |           |                                   |           |
| Försvarare     |              |           |                  |           |           |           |                                   |           |
| 2              | Wang Liping  |           | 12 november 1973 |           |           |           |                                   |           |
| 3              | Fan Yunjie   |           | 29 april 1972    |           |           |           |                                   |           |
| 4              | Bai Jie      |           | 28 mars 1972     |           |           |           |                                   |           |
| 5              | Xie Huilin   |           | 17 januari 1975  |           |           |           |                                   |           |
| 12             | Wen Lirong   |           | 2 oktober 1969   |           |           |           |                                   |           |
| 19             | Fan Chunling |           | 2 februari 1972  |           |           |           |                                   |           |
| Mittfältare    |              |           |                  |           |           |           |                                   |           |
| 6              | Zhao Lihong  |           | 25 december 1972 |           |           |           |                                   |           |
| 7              | Shui Qingxia |           | 18 december 1966 |           |           |           |                                   |           |
| 10             | Liu Ailing   |           | 2 maj 1967       |           |           |           |                                   |           |
| 11             | Pu Wei       |           | 20 augusti 1980  |           |           |           |                                   |           |
| 13             | Liu Ying     |           | 11 juni 1974     |           |           |           |                                   |           |
| 14             | Pan Lina     |           | 18 juli 1977     |           |           |           |                                   |           |
| 15             | Qiu Haiyan   |           | 17 juni 1974     |           |           |           |                                   |           |
| 16             | Zhu Jing     |           | 2 mars 1978      |           |           |           |                                   |           |
| Anfallare      |              |           |                  |           |           |           |                                   |           |
| 8              | Jin Yan      |           | 27 juli 1972     |           |           |           |                                   |           |
| 9              | Sun Wen      |           | 6 april 1973     |           |           |           |                                   |           |
| 17             | Zhang Ouying |           | 2 november 1975  |           |           |           |                                   |           |
| Förbundskapten |              |           |                  |           |           |           |                                   |           |
|                | Yuanan Ma    |           |                  |           |           |           |                                   |           |

Gruppspel
| Lag     | S | V | O | F | GM | IM | MS | P |
| ------- | - | - | - | - | -- | -- | -- | - |
| USA     | 3 | 2 | 1 | 0 | 6  | 2  | +4 | 7 |
| Norge   | 3 | 2 | 0 | 1 | 5  | 4  | +1 | 6 |
| Kina    | 3 | 1 | 1 | 1 | 5  | 4  | +1 | 4 |
| Nigeria | 3 | 0 | 0 | 3 | 3  | 9  | −6 | 0 |

## Friidrott
Herrarnas diskuskastning
- Li Shaojie
  - Kval — 62.29 (→ gick inte vidare)

Herrarnas längdhopp
- Lao Jianfeng
  - Kval — 7.41 (→ gick inte vidare)
- Liu Hongnin
  - Kval — no mark (→ gick inte vidare)

Herrarnas tresteg
- Lao Jianfeng
  - Kval — 16.43 (→ gick inte vidare)

Herrarnas 20 kilometer gång
- Yu Guohui
  - Final — 1:22:32 (→ 13:e plats)

Herrarnas 50 kilometer gång
- Yang Yongjian
  - Final — 3:48:42 (→ 10:e plats)
- Wang Yinhang
  - Final — 3:50:19 (→ 13:e plats)

Damernas 100 meter
- Li Xuemei
  - Omgång 1 — 11.25
  - Omgång 2 — 11.46 (→ gick inte vidare)
- Zeng Xiujun
  - Omgång 1 — 11.63 (→ gick inte vidare)

Damernas 200 meter
- Qin Wangping
  - Omgång 1 — 24.10 (→ gick inte vidare)
- Liu Xiaomei
  - Omgång 1 — 23.56 (→ gick inte vidare)

Damernas 10 000 meter
- Li Ji
  - Omgång 1 — 32:28.96
  - Final — 31:06.94 (→ 7:e plats)

Damernas 100 meter häck
- Feng Yun
  - Omgång 1 — 13.19 (→ gick inte vidare)

Damernas 4 x 100 meter stafett
- Li Xuemei, Liu Xiaomei, Qin Wangping, Zeng Xiujun
  - Omgång 1 — 43.07
  - Semifinal — 43.04
  - Final — 44.87 (→ 8:e plats)

Damernas kulstötning
- Yu Xin
  - Kval — 16.18 (→ gick inte vidare)
- Cheng Xiaoyan
  - Kval — 18.23 (→ gick inte vidare)

Damernas diskuskastning
- Yu Xin
  - Kval — 61.00
  - Final — 58.34 (→ 13:e plats)
- Cao Qi
  - Kval — 58.03 (→ gick inte vidare)
- Li Qiumei
  - Kval — 56.59 (→ gick inte vidare)

Damernas spjutkastning
- Wei Jianhua
  - Kval — 60.64
  - Final — 58.33 (→ 10:e plats)
- Li Lei
  - Kval — 60.57
  - Final — 56.83 (→ 11:e plats)

Damernas släggkastning
- Zhao Wei
  - Kval — 59.54 (→gick inte vidare)

Damernas längdhopp
- Guo Chunfang
  - Kval — no mark (→ gick inte vidare)
- Guan Yinguan
  - Kval — 6.48 (→ gick inte vidare)

Damernas tresteg
- Ren Ruiping
  - Kval — 13.11 (→ gick inte vidare)

Damernas stavhopp
- Gao Shuying
  - Kval — 4.30
  - Final — 4.15 (→ 10:e plats)

Damernas 20 kilometer gång
- Wang Liping
  - Final — 1:29:05 (→  Guld)
- Liu Hongyu
  - Final — DSQ

Damernas maraton
- Ren Xiujuan
  - Final — 2:27:55 (→ 10.e plats)

## Fäktning
Herrarnas florett
- Ye Chong
- Dong Zhaozhi
- Wang Haibin

Herrarnas florett, lag
- Dong Zhaozhi, Wang Haibin, Ye Chong

Herrarnas värja
- Zhao Gang
- Wang Weixin

Herrarnas värja, lag
- Zhao Gang, Wang Weixin, Zhao Chunsheng

Herrarnas sabel
- Zhao Chunsheng

Damernas florett
- Xiao Aihua
- Meng Jie
- Yuan Li

Damernas florett, lag
- Xiao Aihua, Meng Jie, Yuan Li, Zhang Lei

Damernas värja
- Yang Shaoqi
- Liang Qin
- Li Na

Damernas värja, lag
- Li Na, Liang Qin, Yang Shaoqi

## Landhockey
Damer
Coach: Kim Chang

1. Nie Yali (GK)
2. Long Fengyu (c)
3. Yang Hongbing
4. Liu Lijie
5. Cheng Hui
6. Shen Lihong
7. Huang Junxia
8. Yang Huiping
9. Yu Yali
10. Tang Chunling
11. Zhou Wanfeng
12. Hou Xiaolan
13. Ding Hongping (GK)
14. Cai Xuemei
15. Chen Zhaoxia
16. Wang Jiuyan

Gruppspel
| Lag           | Spelade | W | D | L | GF | GA | Poäng |
| ------------- | ------- | - | - | - | -- | -- | ----- |
| Nya Zeeland   | 4       | 2 | 1 | 1 | 7  | 5  | 7     |
| Kina          | 4       | 2 | 0 | 2 | 4  | 5  | 6     |
| Nederländerna | 4       | 1 | 2 | 1 | 9  | 9  | 5     |
| Tyskland      | 4       | 1 | 2 | 1 | 6  | 6  | 5     |
| Sydafrika     | 4       | 1 | 1 | 2 | 4  | 5  | 1     |

Slutomgång
| Lag           | Spelade | W | D | L | GF | GA | Poäng |
| ------------- | ------- | - | - | - | -- | -- | ----- |
| Australien    | 5       | 4 | 1 | 0 | 17 | 3  | 13    |
| Argentina     | 5       | 3 | 0 | 2 | 13 | 7  | 9     |
| Nederländerna | 5       | 2 | 0 | 3 | 8  | 14 | 6     |
| Spanien       | 5       | 1 | 3 | 1 | 5  | 5  | 6     |
| Kina          | 5       | 1 | 1 | 3 | 4  | 10 | 4     |
| Nya Zeeland   | 5       | 1 | 1 | 3 | 8  | 16 | 4     |

## Modern femkamp
Herrar
- Qian Zhenzua — 3836 poäng (→ 24:e plats)

Damer
- Wang Jinglin — 4490 poäng (→ 20:e plats)

## Segling
Mistral
- Zhou Yuanguo
  1. Lopp 1 -  (37) OCS
  2. Lopp 2 –  6
  3. Lopp 3 –  23
  4. Lopp 4 -  (37) DSQ
  5. Lopp 5 –  18
  6. Lopp 6 –  2
  7. Lopp 7 –  3
  8. Lopp 8 –  2
  9. Lopp 9 –  1
  10. Lopp 10 –  1
  11. Lopp 11 –  8
  12. Final -  64  (5:e plats)

Mistral
- Zhang Chujun
  1. Lopp 1 –  10
  2. Lopp 2 -  (17)
  3. Lopp 3 –  8
  4. Lopp 4 -  (11)
  5. Lopp 5 –  6
  6. Lopp 6 –  3
  7. Lopp 7 –  5
  8. Lopp 8 –  5
  9. Lopp 9 –  8
  10. Lopp 10 –  8
  11. Lopp 11 –  7
  12. Final -  60  (7:e plats)

470
- Yang Xiaoyan och Li Dongying
  1. Lopp 1 -  (19)
  2. Lopp 2 –  14
  3. Lopp 3 -  (19)
  4. Lopp 4 –  18
  5. Lopp 5 –  11
  6. Lopp 6 –  16
  7. Lopp 7 –  18
  8. Lopp 8 –  18
  9. Lopp 9 –  16
  10. Lopp 10 –  17
  11. Lopp 11 –  12
  12. Final -  140  (19:e plats)

## Simhopp
Herrarnas 3 m
- Xiao Hailiang
  - Kval — 419,91
  - Semifinal  — 235,92  — 655,83
  - Final  — 435,12  — 671,04 (→ 4:e plats)

Herrarnas 3 m
- Xiong Ni
  - Kval — 457,38
  - Semifinal  — 230,4  — 687,78
  - Final  — 478,32  — 708,72 (→  Guld)

Herrarnas 10 m
- Hu Jia
  - Kval — 485,42
  - Semifinal  — 206,61  — 692,04
  - Final  — 506,94  — 713,55 (→  Silver)

Herrarnas 10 m
- Tian Liang
  - Kval — 503,16
  - Semifinal  — 201,45  — 704,61
  - Final  — 523,08  — 724,53 (→  Guld)

Herrarnas 3 m parhoppning
- Xiao Hailiang och Xiong Ni
  - Final  — 365,58 (→  Guld)

Herrarnas 10 m parhoppning
- Hu Jia och Tian Liang
  - Final  — 358,74 (→  Silver)

Damernas 3 m
- Fu Mingxia
  - Kval — 342,75
  - Semifinal  — 242,82  — 585,57
  - Final  — 366,60  — 609,42 (→  Guld)

Damernas 3 m
- Guo Jingjing
  - Kval — 332,67
  - Semifinal  — 251,22  — 583,89
  - Final  — 346,59  — 597,81 (→  Silver)

Damernas 10 m
- Li Na
  - Kval — 366,66
  - Semifinal  — 196,23  — 562,89
  - Final  — 345,78  — 542,01 (→  Silver)

Damernas 10 m
- Sang Xue
  - Kval — 374,79
  - Semifinal  — 196,11 — 570,9
  - Final  — 316,92  — 513,03 (→ 4:e plats)

Damernas 3 m parhoppning
- Fu Mingxia och Guo Jingjing
  - Final  — 321,6 (→  Silver)

Damernas 10 m parhoppning
- Li Na och Sang Xue
  - 'Final  — 345,12 (→  Guld)

## Softboll
Grundomgång
|             | Spelade | Vunna | Förlorade | RF | RA | Procent |
| ----------- | ------- | ----- | --------- | -- | -- | ------- |
| Japan       | 7       | 7     | 0         | 18 | 7  | 1,000   |
| Australien  | 7       | 6     | 1         | 22 | 5  | 0,857   |
| Kina        | 7       | 5     | 2         | 26 | 4  | 0,714   |
| USA         | 7       | 4     | 3         | 19 | 6  | 0,571   |
| Italien     | 7       | 2     | 5         | 3  | 27 | 0,286   |
| Nya Zeeland | 7       | 2     | 5         | 12 | 22 | 0,286   |
| Kuba        | 7       | 1     | 6         | 6  | 30 | 0,143   |
| Kanada      | 7       | 1     | 6         | 13 | 18 | 0,143   |

## Triathlon
Damernas triathlon
- Wang Dan — 2:08:49,10 (→ 32:a plats)
- Shi Meng — 2:16:40,73 (→ 40:e plats)